# 小笠原忠統
小笠原 忠統（おがさわら ただむね、1919年（大正8年）8月6日 - 1996年（平成8年）5月10日）は、小倉小笠原家第32代当主。伯爵。長野県松本市立図書館長、相模女子大学教授を務めた。
兄に小笠原忠春（第31代当主となるがのちに分家）、小笠原忠幸（小笠原長丕養子で分家の小笠原子爵家14代）、姉に明子（多久龍三郎夫人）、妹に鞠子（伊達興宗夫人）。子に小笠原長雅。

## 略歴
小笠原長幹の三男として生まれる。東京帝国大学文学部卒業。昭和19年（1944年）、長兄の忠春が結婚問題を機に当主を辞することとなり隠居、分家した。次兄の忠幸はすでに分家を継いでいたため、忠統が小笠原伯爵家の家督を継いだ。また、総領家が代々藩主であった小倉藩の茶道小笠原古流の家元にも就任した。忠統の実子であり長男の小笠原長雅が小笠原総領家第33代当主を継ぎ、小笠原家茶道古流の家元となっている。墓所は多磨霊園。代々小笠原家の当主だけに伝えられてきたとされる小笠原流の礼法を広く一般に伝え、門弟の育成、講演、執筆活動などに取り組んだ。

## 忠統の広めた小笠原流礼法
忠統の広めた礼法は江戸幕府の公式作法であった小笠原流礼法とは多くの相違点がある。惣領家流とも呼ばれる豊前国小倉藩の礼法については、以前に小倉藩最後の藩主小笠原忠忱が『小笠原流女礼抄』（1896年）を編んでいるが、誰からどのような礼儀作法を学んだかは明らかにしていない。
その孫である忠統は第二次大戦後、講演、執筆活動などに取り組み普及させていった。
長男の小笠原長雅は古文書や鎧兜を小倉の博物館に寄贈し忠統の広めた礼法指導は継承しなかったため、忠統の姪の小笠原敬承斎が後を継ぎ、普及活動をおこなっている。

## 忠統の功績
「作法とは形ではなく、本来は相手を思いやるこころである」という自身の礼法を世に広めることとし、執筆活動、テレビ出演、門弟の育成に努めた。
その教えと学校法人東京聖徳学園の教育理念が通ずることから忠統は礼法の指導に携わり、同学園の教育課程に組み込まれるなどしている。

## 著書
- （対談）『見えざる左手―ものいわぬ社会制度への提言』著：大路直哉 三五館（1998年10月1日）
- 『恥をかかない 和食マナーの手帳』 小学館（1996年12月）
- 『日本人の礼儀とこころ』（1994年）
- 『図解小笠原流礼法入門（上・下）』監修：小笠原忠統  日本文芸社（1991年5月）
- 『美しいマナー読本』（1989年）
- 『小笠原流 いい女の礼儀作法』 広済堂出版（1989年6月）
- 『知っておきたい礼儀作法』 （ニュー・ライフ・ブックス）文化出版局（1984年10月）
- 『小笠原流 礼儀作法入門』 大和山出版社（1984年1月）
- 『母と子のための小笠原流礼儀作法』 大和山出版社（1984年1月）
- 『すてきな母親すてきなこども』（1982年）
- 『小笠原流礼法入門』 中央文芸社（日本文芸社、1981年11月）
- 『小笠原礼書七冊 復刻版』（1973年）
- 『小笠原礼書』（1973年）